# Lyon Poche
Lyon Poche est un média français présentant l'agenda culturel lyonnais. Créé en 1971 et édité par Lyon Poche Presse, le journal a sorti 2052 numéros jusqu'en juin 2011, précédent la mise en liquidation judiciaire du magazine le mois suivant. Chaque semaine il proposait les horaires de séance de cinéma, les agendas de concerts, de soirées, de théâtre, de danse, d'expositions, son annuaire de restaurants, ainsi que de nombreuses critiques de films et de spectacles.
Les dessins humoristiques de Dubouillon agrémentaient l'hebdomadaire.

## Historique
Créé en 1971 par Vincent Carteron (1946-2016), Jean-Claude Chuzeville et Guy Lescœur, il était en mars 2009 l'hebdomadaire le plus vendu à Lyon.
En liquidation judiciaire, l'hebdomadaire a cessé de paraître en juillet 2011.
Repris en 2024 par Espace Group (LyonMag), Lyon Poche renaît à travers un site internet et une publication mensuelle gratuite distribuée dans l'agglomération dès novembre 2024.